# Aphanistes dnopherus
Aphanistes dnopherus là một loài tò vò trong họ Ichneumonidae.